# Dolomedes scriptus
Dolomedes scriptus är en spindelart som beskrevs av Nicholas Marcellus Hentz 1845. Dolomedes scriptus ingår i släktet Dolomedes och familjen vårdnätsspindlar. Inga underarter finns listade i Catalogue of Life.

## Föda
Arten har observerats predera på fisk, bland annat Lepomis cyanellus.